# Christopher Geidt
Christopher Edward Wollaston MacKenzie Geidt est membre de la Chambre des lords et président du King's College de Londres ,,,. Il est secrétaire privé de la reine Élisabeth II de 2007 à 2017 .

## Jeunesse
Né à Marylebone, fils du greffier en chef de la cour des magistrats Mervyn Bernard Geidt (1926–1991) et Diana Cecil MacKenzie ,,, il fréquente Dragon School, Oxford, Glenalmond College et Trinity Hall, Cambridge. Il est diplômé en études de guerre du King's College de Londres et en relations internationales de Trinity Hall, Cambridge. Geidt passe également des périodes dans les universités de Bristol, Harvard et Oxford . Il est membre du King's College de Londres (FKC), membre honoraire du Magdalen College d'Oxford et conseiller honoraire de Middle Temple ,,.

## Carrière
Il s'enrôle dans les Scots Guards et fréquente l'Académie royale militaire de Sandhurst. Il est ensuite nommé dans le Corps du renseignement .
En 1987, Geidt rejoint le personnel du Royal United Services Institute, devenant directeur adjoint. À partir de 1994, il travaille pour le ministère des Affaires étrangères et du Commonwealth dans des postes diplomatiques à Sarajevo, Genève et Bruxelles .
En 1991, Geidt et Anthony de Normann poursuivent le journaliste John Pilger et Central Television pour le documentaire Cambodia : The Betrayal dans lequel ils sont accusés d'être membres du SAS secrètement engagés dans la formation des Khmers rouges. Geidt et de Normann acceptent des dommages-intérêts «très importants» et tous les frais . Dans une action en diffamation connexe, la députée Ann Clwyd, alors ministre fantôme du développement à l'étranger, présente des excuses publiques à Geidt et de Normann et accepte de couvrir tous les frais juridiques .
Pendant et après la guerre en Bosnie (1992–1995), Geidt est déployé pour assurer la liaison avec les dirigeants serbes de Bosnie, notamment Radovan Karadžić, Momčilo Krajišnik et le général Ratko Mladić, tous ultérieurement inculpés de crimes de guerre ,,. Il aide le Haut Représentant, Carl Bildt, à négocier avec le président serbe Slobodan Milošević la destitution de Karadžić de la présidence de la république serbe de Bosnie en 1996 .
Geidt est recruté à la Maison royale en 2002 en tant que secrétaire privé adjoint de la reine. Il est promu sous-secrétaire privé en 2005 avant de servir pendant une décennie en tant que secrétaire privé de la reine (2007-2017).
Pendant ses fonctions de secrétaire privé, Geidt est également gardien des archives royales et administrateur de la collection royale et du Queen's Silver Jubilee Trust (plus tard le Queen's Trust). Il demeure administrateur du Queen Elizabeth Diamond Jubilee Trust et est également président du Queen's Commonwealth Trust ,,,.
En tant que secrétaire privé, Geidt aurait été membre du soi-disant « triangle d'or » de hauts fonctionnaires britanniques - les autres étant le secrétaire du cabinet et du secrétaire de cabinet du premier ministre - avec les principales responsabilités en cas d'un « Parlement minoritaire «au Royaume-Uni, comme cela s'est produit en 2010 . Geidt est nommé conseiller privé (CP) en 2007.
Après dix ans en tant que secrétaire privé, Geidt quitte son poste en octobre 2017 . Il est remplacé par Edward Young. Il est créé baron Geidt, de Crobeg dans le comté de Ross et Cromarty, et siège en tant que pair Crossbencher à la Chambre des lords. Début mars 2019, il est nommé Lord-in-waiting permanent .
Geidt est le colonel honoraire du régiment du London Scottish Regiment, ayant succédé à George, Lord Robertson de Port Ellen en 2016.

## Famille
En 1996, Geidt épouse Emma Charlotte Angela Neill, fille cadette de Patrick Neill, baron Neill de Bladen . Le couple a deux filles.